# Европско првенство у атлетици на отвореном 1950 — скок увис за жене
Такмичење у скоку увис у женској конкуренцији на 4. Европском првенству у атлетици 1950. одржано је 26. августа на Стадиону краља Бодуена у Бриселу. Ово је било треће Европско првенство на којем су учествовале жене..
Титулу освојену у Ослу 1946, бранила је Ан-Мари Колшен из Француске.

## Земље учеснице
Учествовало је 10 такмичарки из 6 земаља.
1. Белгија (1)
2. Бугарска (1)
3. Данска (1)
4. СССР (1)
5. Уједињено Краљевство (3)
6. Француска (3)

## Рекорди
| Рекорди пре почетка Европског првенства 1950. | Рекорди пре почетка Европског првенства 1950. | Рекорди пре почетка Европског првенства 1950. | Рекорди пре почетка Европског првенства 1950. | Рекорди пре почетка Европског првенства 1950. | Рекорди пре почетка Европског првенства 1950. |
| --------------------------------------------- | --------------------------------------------- | --------------------------------------------- | --------------------------------------------- | --------------------------------------------- | --------------------------------------------- |
| Светски рекорд                                | Фани Бланкерс-Кун                             | Холандија                                     | 1,71                                          | Амстердам, Холандија                          | 30. мај 1943.                                 |
| Европски рекорд                               | Фани Бланкерс-Кун                             | Холандија                                     | 1,71                                          | Амстердам, Холандија                          | 30. мај 1943.                                 |
| Рекорди европских првенстава                  | Ибоља Чак                                     | Мађарска                                      | 1,64                                          | Беч, Аустрија                                 | 18. септембар 1938.                           |
| Рекорди европских првенстава                  | Нели ван Бален-Бланкен                        | Холандија                                     | 1,64                                          | Беч, Аустрија                                 | 18. септембар 1938.                           |
| Рекорди европских првенстава                  | Феодора Солмс                                 | Немачка                                       | 1,64                                          | Беч, Аустрија                                 | 18. септембар 1938.                           |

## Освајачи медаља
|                                     |                                           |                     |
| Шејла Лервил · Уједињено Краљевство | Дороти Тајлер-Одам · Уједињено Краљевство | Галина Ганекер СССР |

## Резултати

### Финале
| Пласман | Такмичарка         | Земља                | Време | Белешке |
| ------- | ------------------ | -------------------- | ----- | ------- |
|         | Шејла Лервил       | Уједињено Краљевство | 1,63  | ЛРС     |
|         | Дороти Тајлер-Одам | Уједињено Краљевство | 1,63  | ЛРС     |
|         | Галина Ганекер     | СССР                 | 1,63  | ЛР      |
| 4.      | Ана Кнудсен        | Данска               | 1,60  | ЛР      |
| 5.      | Берта Краутер      | Уједињено Краљевство | 1,55  |         |
| 6.      | Ан-Мари Колшен     | Француска            | 1,50  | ЛРС     |
| 7.      | Симон Пероне       | Француска            | 1,50  | ЛРС     |
| 8.      | Берта Саблатниг    | Аустрија             | 1.45  | ЛРС     |
| 9.      | Jozefa Dierick     | Белгија              | 1,40  | ЛР      |
| 9.      | Анита Русел        | Француска            | 1,40  | ЛР      |

## Укупни биланс медаља у скоку увис за жене после 4. Европског првенства 1938—1950.[2]
|    | Земља                | Злато | Сребро | Бронза | Укупно |
| -- | -------------------- | ----- | ------ | ------ | ------ |
| 1. | Уједињено Краљевство | 1     | 1      | 0      | 2      |
| 2. | Француска            | 1     | 0      | 0      | 1      |
| 2. | Мађарска             | 1     | 0      | 0      | 1      |
| 4. | Совјетски Савез      | 0     | 1      | 1      | 2      |
| 5. | Холандија            | 0     | 1      | 0      | 1      |
| 6. | Данска               | 0     | 0      | 1      | 1      |
| 6. | Немачка              | 0     | 0      | 1      | 1      |
|    | Укупно {7}           | 3     | 3      | 3      | 9      |

|                                       | Земља                                 | Злато                                 | Сребро                                | Бронза                                | Укупно                                |
| Није био вишеструких освајача медаља. | Није био вишеструких освајача медаља. | Није био вишеструких освајача медаља. | Није био вишеструких освајача медаља. | Није био вишеструких освајача медаља. | Није био вишеструких освајача медаља. |
| ------------------------------------- | ------------------------------------- | ------------------------------------- | ------------------------------------- | ------------------------------------- | ------------------------------------- |